# Тимократія
Тимокра́тія (грец. Τῑμοκρᾰτία, від τῑμή — «ціна, честь» і κράτος «влада, сила») — форма правління, при якій державна влада перебуває у привілейованої меншини, що володіє високим майновим цензом. Є однією з форм олігархії.
Така форма правління певний час існувала у Стародавньому Римі: за реформою Сервія Тулія (VI ст. до н. е.) було запроваджено поділ суспільства на верстви згідно з їхніми доходами. Елементи тимократії простежувалися й у середньовічному Китаї, коли, задля свого призначення на посаду, чиновник мав не лише скласти іспит, а й внести до казни певну суму грошей. Очевидно, що лише невеликий прошарок осіб міг користуватися доступом до влади.
У деяких виборчих законах є елементи ознак тимократії, коли виборчі права надаються тим, хто володіє нерухомим майном, як гарантія того, що виборець чи обраний не заподіюватиме шкоди місцевості, бо й сам є власником. Прикладом може бути й те, як у перші роки після жовтневої революції 1917 р. політичних прав були позбавлені землевласники, буржуазія і, навпаки, їх максимально надавали бідноті, пролетаріату, робітникам і селянам.
До інших ситуацій, коли політичні права теж залежать від фінансової спроможності, належать олігархія та плутократія. Існують такі суспільно-політичні уклади, коли формально не проголошується поділ прав залежно від майна, але влада де-факто належить обмеженому колу багатих осіб, відтворюючи суть тимократії.